# Leichtathletik-Weltmeisterschaften 2023/Teilnehmer (Kuba)
| Goldmedaillen | Silbermedaillen | Bronzemedaillen |
| ------------- | --------------- | --------------- |
| —             | 1               | 2               |

Der kubanische Leichtathletikverband nahm an den Leichtathletik-Weltmeisterschaften 2023 in Budapest teil. 21 Athletinnen und Athleten wurden vom kubanischen Verband nominiert.

## Medaillengewinner
| Medaille | Athleten         | Disziplin  |
| -------- | ---------------- | ---------- |
| Silber   | Lázaro Martínez  | Dreisprung |
| Bronze   | Cristian Nápoles | Dreisprung |
| Bronze   | Leyanis Pérez    | Dreisprung |

## Ergebnisse

### Männer

#### Sprung/Wurf
| Athlet            | Disziplin      | Qualifikation | Qualifikation | Finale     | Finale |
| Athlet            | Disziplin      | Weite/Höhe    | Platz         | Weite/Höhe | Platz  |
| ----------------- | -------------- | ------------- | ------------- | ---------- | ------ |
| Luis Zayas        | Hochsprung     | 2,28 m        | 12            | 2,33 m PB  | 04     |
| Eduardo Nápoles   | Stabhochsprung | 5,35 m        | 29            | DNQ        | DNQ    |
| Alejandro Parada  | Weitsprung     | 8,13 m        | 05            | 7,86 m     | 10     |
| Lázaro Martínez   | Dreisprung     | 17,12 m       | 03            | 17,41 m    | Silber |
| Cristian Nápoles  | Dreisprung     | 16,95 m       | 05            | 17,40 m PB | Bronze |
| Mario Díaz        | Diskuswurf     | 58,03 m       | 33            | DNQ        | DNQ    |
| Yasmani Fernández | Hammerwurf     | DNS           | DNS           | DNQ        | DNQ    |
| Ronald Mencía     | Hammerwurf     | 71,72 m       | 26            | DNQ        | DNQ    |

### Frauen

#### Laufdisziplinen
| Athletin                                                                                                   | Disziplin    | Vorlauf     | Vorlauf | Halbfinale | Halbfinale | Finale | Finale |
| Athletin                                                                                                   | Disziplin    | Zeit        | Platz   | Zeit       | Platz      | Zeit   | Platz  |
| --- | ------------ | ----------- | ------- | ---------- | ---------- | ------ | ------ |
| Yunisleidy García                                                                                          | 100 m        | DQ          | DQ      | DNQ        | DNQ        | –      | –      |
| Yunisleidy García                                                                                          | 200 m        | 23,22 s     | 06      | DNQ        | DNQ        | –      | –      |
| Roxana Gómez                                                                                               | 400 m        | 50,86 s     | 02      | 51,07 s    | 03         | DNQ    | DNQ    |
| Rose Mary Almanza                                                                                          | 800 m        | 2:01,33 min | 06      | DNQ        | DNQ        | –      | –      |
| Zurian Hechavarría                                                                                         | 400 m Hürden | 56,43 s     | 06      | DNQ        | DNQ        | –      | –      |
| Yunisleidy García Yarima García Laura Moreira Enis Pérez nicht eingesetzt: Jocelin Echazabal Greysis Roble | 4 × 100 m    | 43,17 s SB  | 06      |            |            | DNQ    | DNQ    |
| Rose Mary Almanza Roxana Gómez Zurian Hechavarría Lisneidy Veitía nicht eingesetzt: Jocelin Echazabal      | 4 × 400 m    | 3:29,70 min | 07      |            |            | DNQ    | DNQ    |

#### Sprung/Wurf
| Athletin               | Disziplin  | Qualifikation | Qualifikation | Finale     | Finale |
| Athletin               | Disziplin  | Weite/Höhe    | Platz         | Weite/Höhe | Platz  |
| ---------------------- | ---------- | ------------- | ------------- | ---------- | ------ |
| Leyanis Pérez          | Dreisprung | 14,50 m       | 05            | 14,96 m    | Bronze |
| Liadagmis Povea        | Dreisprung | 14,31 m       | 07            | 14,87 m SB | 06     |
| Silinda Oneisi Morales | Diskuswurf | 62,76 m       | 09            | 62,31 m    | 11     |